# アイ・キャン・ヒア・ミュージック
「アイ・キャン・ヒア・ミュージック」（I Can Hear Music）は、ジェフ・バリー、エリー・グレニッチ、フィル・スペクターらによって書かれた楽曲。1966年10月にザ・ロネッツがバリーのプロデュースでフィレス・レコードから発表したシングルがオリジナルである。
ザ・ビーチ・ボーイズのカバー・バージョンが知られる。

## 概要
ザ・ビーチ・ボーイズのカバーは1969年2月10日に発売されたアルバム『20/20』に収録された。1968年10月1日に録音された当時、ブライアン・ウィルソンはレコード製作に関心を失っていたので、カール・ウィルソンがプロデューサーを務めてグループを牽引し、自らリード・ボーカルをとった。1969年3月3日、アルバムからシングルカットされ、同年4月26日付のビルボード・Hot 100で24位を記録した。また諸外国で大きくヒットした。各国の順位は以下のとおり。イギリス（10位）、アイルランド（15位）、西ドイツ（13位）、オランダ（6位）、スウェーデン（5位）、ポーランド（7位）、オーストラリア（13位）、マレーシア（6位）。
ラリー・ルレックス（クイーンがデビューする前のフレディ・マーキュリーの芸名）に1973年、José Hoebeeに1983年、シー&ヒムに2010年、ウィルソン・フィリップスに2012年にカバーされた。